# 足利茶々丸
足利 茶々丸（あしかが ちゃちゃまる）は、室町時代後期の武将。初代堀越公方の足利政知の長子。異母弟に室町幕府の11代将軍・足利義澄（清晃）、潤童子などがいる。
父の死後に一族間で内紛を起こして家督を相続するが、伊勢宗瑞（北条早雲）に攻められて各地を転戦の果てに自害し、堀越公方家は滅亡した。

## 実名に関して
「茶々丸」は幼名であり、成人としての実名である諱は伝わっていない。また、元服したことを示す史料も見つかっていない。
近世後期に高松松平家が編纂した『歴朝要紀』では、茶々丸の諱を政綱（まさつな）とするが、その出典・根拠は明らかでない。
木下聡は、茶々丸が年齢的に元服していなかったとは考えにくく、足利義澄には生母や実弟の仇として見做されて接触できなかったことを踏まえて、その実名は足利義稙（当時は義材）から偏諱を受けた「材○」のような名ではないかと推測している。

## 生涯

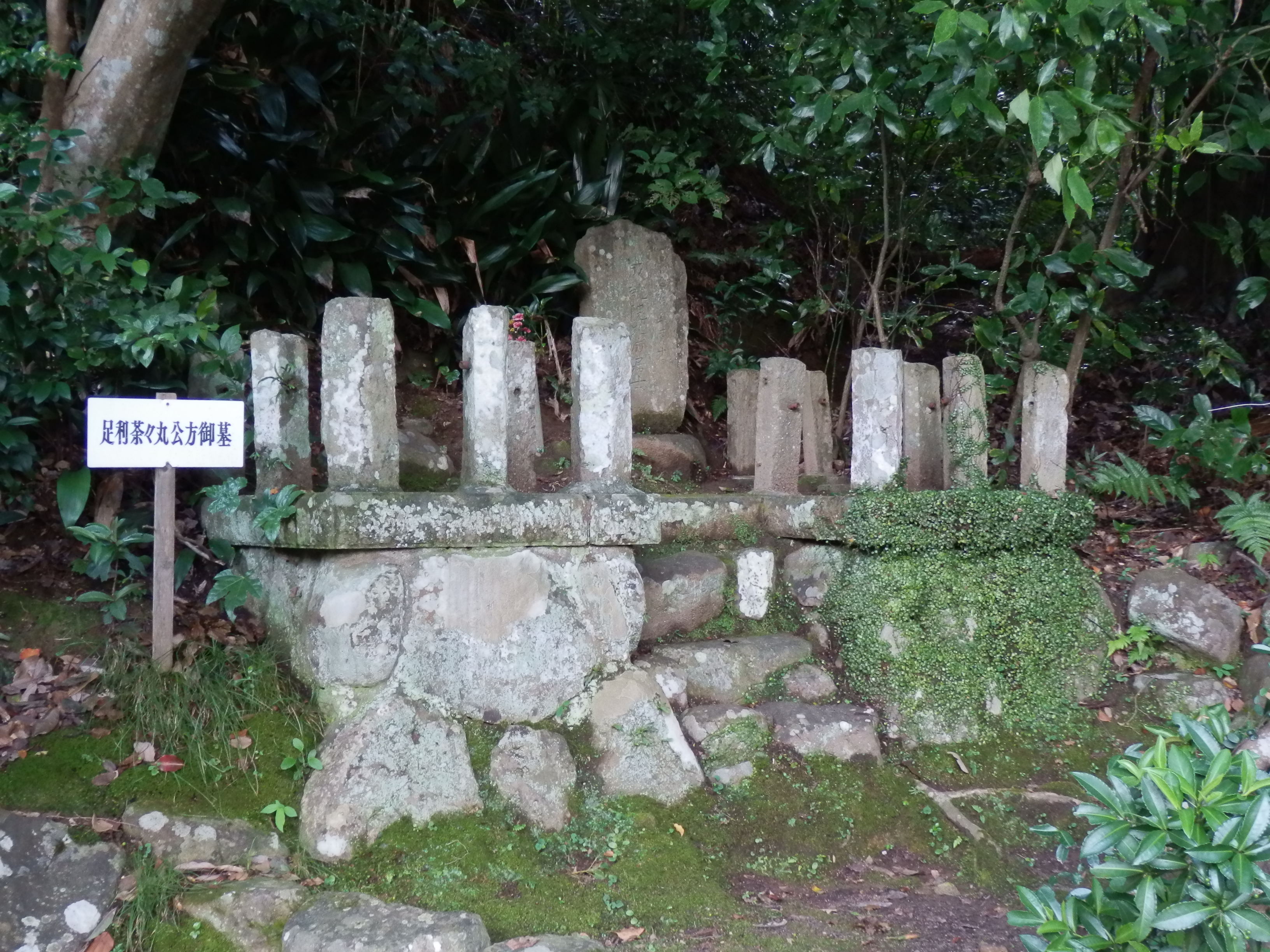
足利茶々丸公方墓（願成就院）

文明年間（1469年 - 1481年）、堀越公方・足利政知の長子として生まれた。
茶々丸は嫡男であったが、素行不良の廉で父・政知の命により廃嫡された上に土牢に幽閉され、代わりに弟の潤童子が後嗣とされた。一説には、潤童子の実母（茶々丸にとっては継母）・円満院が潤童子を後嗣とするため、政知に讒言し、茶々丸は元服させられることなく廃嫡・幽閉されたとされる。また、執事の上杉政憲は政知による茶々丸の廃嫡を諌めたが、聞き入れられずに自害させられたという話も伝わる。
なお、長享元年（1487年）3月に茶々丸の弟（潤童子の兄）・清晃（のち義澄）は、政知が還俗前に院主をしていた天龍寺香厳院の後継者となるべく上洛し、出家していた。これは、政知が細川政元と連携して、清晃を将軍後継者候補にするためであったといわれている。
延徳3年（1491年）4月、政知が死去すると、円満院が家政を差配し、潤童子による家督継承が図られた。だが、茶々丸はこれに対し、実力での家督継承を計画した。
7月1日、茶々丸は牢番を殺して脱獄し、潤童子と円満院を殺して、事実上の公方となった。実力による家督継承後、茶々丸は元服したとされるが、その実名である諱は伝わっていない。
しかし、茶々丸の行動は全ての堀越公方家臣から賛同を得たわけではなく、茶々丸が奸臣の讒言を信じて、筆頭家老で韮山城主の外山（富山）豊前守、秋山新蔵人などの重臣を成敗するなどしたことから、政知旧臣の支持を失い、伊豆国内に争乱が波及した。また、堀越公方の勢力が駿河の駿東郡に及んでいたとされることから、政知は今川氏の当主・今川氏親（当時は龍王丸）と連携関係にあったが、茶々丸はそれと対抗する立場となり、今川氏との間で対立が生じるようになった。
明応2年（1493年）、伊豆国内の混乱に乗じ、興国寺城にいた伊勢宗瑞（北条早雲）が鈴木繁宗や松下三郎右衛門尉、大見の三人衆ら伊豆の在地豪族を従えながら堀越御所に攻め入った。この宗瑞の伊豆討ち入りは従来、宗瑞の野心によるもので、下剋上の先駆けといわれていた。だが近年は、明応の政変によって11代将軍に就任した義澄（清晃）が、幕臣であった宗瑞に生母と実弟の仇討ちを命じて、茶々丸を討伐させたというのが定説になっている。
従来の説では、この時点で宗瑞に敵せず、堀越御所で討たれたとも、伊豆韮山の願成就院で自刃したともとされていた。しかし最近の史料の確認により、茶々丸が関戸氏や狩野氏、土肥氏らによる支援を受け、明応4年（1495年）まで伊豆国内で伊勢方に抵抗を続けていたことが確認されており、伊豆を離れたのちは甲斐国において、山内上杉氏や武田氏を頼って伊豆奪回を狙っていたことが近年の研究で明らかとなっている。また、堀越公方の基盤が伊豆国北部にあったのに対して、茶々丸は宗瑞の侵攻後も伊豆国中南部の在地領主の支援を受けて抵抗していることから、政知没後の混乱を、潤童子を推す堀越公方家臣団と茶々丸を推す伊豆の在地領主、さらにその背後にいたとみられる山内上杉氏との対立とみる説もある。
このころ、甲斐国では守護家である武田宗家において内訌が生じており、当主の武田信昌・信恵方は駿河今川氏・伊勢氏と、対する信縄方は山内上杉氏と結んでいた。茶々丸が明応4年に伊豆大島に退去すると、今川氏・伊勢氏は甲斐へ侵攻しており、明応5年（1496年）に茶々丸は武蔵から甲斐吉田の正覚庵（富士吉田市上吉田）に移って、駿河御厨地方へ進出したといわれ（ともに『勝山記』に拠る）、信縄方の勢力を結集して伊勢氏に対抗したとも考えられている。
明応7年（1498年）8月25日、甲斐・駿河地方をはじめ太平洋岸一帯に被害を及ぼした明応の大地震が発生し、地震後に武田宗家の内訌が一時的に和睦に至っている。8月中には、見捨てられた茶々丸が武田方から伊勢方に引き渡されて切腹しており（『王代記』）、明応7年の武田宗家の和睦に際して、信縄方と結ぶ駿河今川氏・伊勢氏の条件に茶々丸引き渡しがあったとも考えられている。
他方、茶々丸の終焉の地を、伊豆国最南部の深根城とする説もある。滅亡地を伊豆深根城とする説では、伊勢氏は茶々丸討伐のための準備を進めていたが、8月の明応の大地震と津波による混乱によって自軍に不利になることを恐れた宗瑞が、動員できる兵力で奇襲を行い、同月のうちに茶々丸を討ち取ったとする。このとき、大地震と津波で伊豆・駿河両国は大被害を受けており、震災で深根城一帯も甚大な被害を受けていたため抵抗不可能になっていた茶々丸を、宗瑞は動員可能な少数の手勢で討ち取ったとみられており、茶々丸を擁していた城主の関戸吉信らも皆殺しにしている。

## 関連作品
小説
- 宮本昌孝『将軍の星 義輝異聞』 - 徳間文庫、2003年 - 収録作「前髪公方」の主人公。

漫画
- ゆうきまさみ『新九郎、奔る!』 - 登場人物の1人として登場する。茶々丸と寿王（のちの足利義澄）は双子であり、共に正室の子であったが、双子を忌み嫌った政知により、茶々丸は狩野一族出身の妾の子として先に生まれたことにされる。